# Saramaccaner

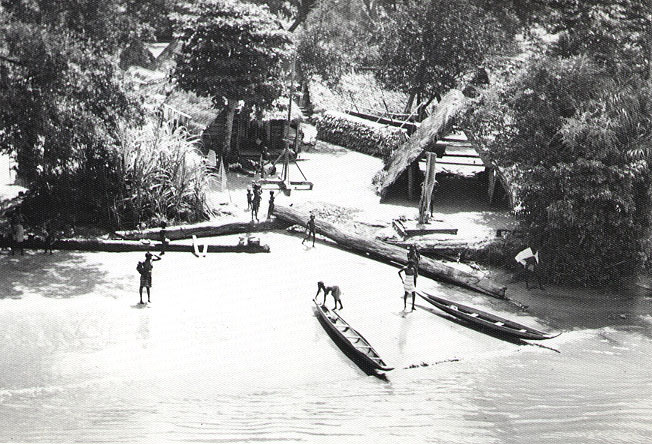
Saamaka-Dorf am Suriname, 1955

Die Saramaccaner, oder Saamaka ist die älteste Gemeinschaft geflüchteter, ehemals aus Afrika nach Suriname verfrachteter Sklaven. Sie ist neben den Ndyukas die größte im Stammesverband lebende Marron-Gemeinschaft im Buschland. Ihre traditionellen Regenwaldgebiete am Ober‑ und Mittellauf des Surinameflusses werden seit einigen Jahren verstärkt von ausländischen Holz‑ und Bergbauunternehmen erschlossen. Die dadurch entstehenden Straßen, Abholzungen und Bergbaustandorte beeinflussen die Lebensgrundlagen der Saamaka zunehmend negativ.

## Soziale Gliederung
Der Stamm wird geformt durch los. Ein lo ist eine Einheit von Menschen, die sich miteinander durch ihren gemeinsamen historischen Hintergrund auf den Plantagen sowie ihre gemeinsame kulturelle und/oder spirituelle Basis verbunden fühlen. Er bildete sich im Laufe der Zeit unter den Sklaven auf den Plantagen. Auf der Flucht entwickelte er sich endgültig und festigte sich im Moment der Stammesgründung. Ein lo besteht aus einem oder mehreren bees, auch bere (Bauch) genannt, einer matrilinearen Verwandtschaftsgruppe, Menschen mit einer gemeinsamen Stammmutter. Die Stammmutter ist die erste Frau, die aus Afrika nach Suriname transportiert wurde und die Urmutter, aus der die Gruppe hervorgekommen ist. Die Marron- oder Businenge-Stammmutter bildet die Wurzel und Klammer mit Afrika. Der oder die bees sind wieder unterteilt in osos (Haus), die Familien.

## Politische Struktur

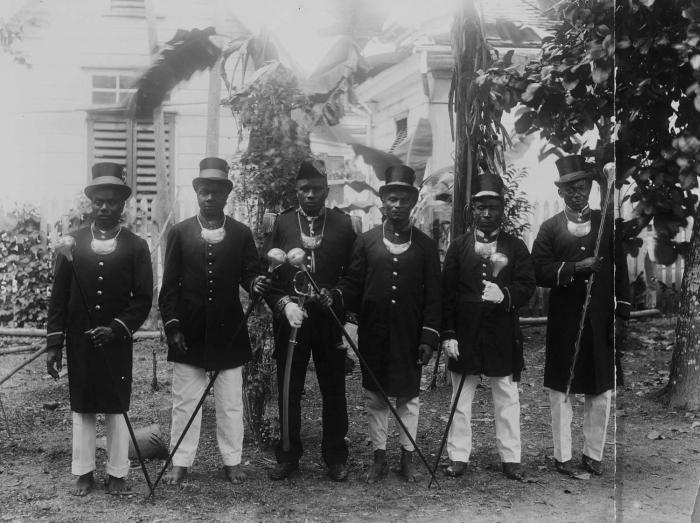
Gaanman, Stammesoberhaupt der Saramaccaner von 1898 bis 1932 vom Matjau-lo, Djankuso (mit Säbel) in Amtstracht

An der Spitze eines Stammes steht der gaanman (auch: granman), das Stammesoberhaupt. Der gaanman wird in der Regel aus dem lo der mütterlichen Linie seines Vorgängers auf Lebenszeit gewählt. Weiter aus dem kapten, als Dorfoberhaupt eines lo und den basjas die dem kapten assistieren. Sind wichtige Entscheidungen zu treffen, so werden krutus einberufen, Versammlungen die aus älteren Männern des Dorfes bestehen.
Diese sozialen und politischen Strukturen gelten bis heute für alle Marron-Stämme in Suriname. Allerdings sind durch den sog. Dschungelkrieg von 1986 bis 1992 zwischen dem Dschungel-Kommando unter dem Ndyuka Brunswijk und den militärischen Machthabern in Paramaribo viele Marrons mit dem Gewehr aufgewachsen. Bei dem Kampf wurden auch viele der ohnehin schon knapp vorhandenen sozialen Einrichtungen zerstört. Hierdurch kam es zu massiven Abwanderungen, einer Verrohung der Sitten und einem Bruch mit alten Traditionen. Aber auch das ausgebrochene Goldfieber in den Stammesgebieten, wobei es zu bewaffneten Konflikten mit den Garimpeiros aus Brasilien kam, führte dazu, dass viele Marrons die traditionelle Macht, traditionelle Werte und Normen nicht mehr anerkennen. Das überlieferte Stammesrecht ist hierdurch vielfach nicht mehr die Rechtsnorm für Konfliktlösungen. Seit dem Jahr 2020 verschärfen Landrechtskonflikte mit privaten Konzessionsnehmern die politische Lage zusätzlich, weil Genehmigungen häufig ohne die nach internationalem Recht geforderte Konsultation der Saamaka erteilt werden.

## Geschichte
Der Stamm der Saramaccaner oder Saamaka bildete sich im Laufe der Jahrzehnte aus Gruppen von ersten Fluchtbewegungen von Sklaven zur Zeit der englischen Kolonisierung unter Francis Willoughby ab 1651. Mit der ersten dauerhaften Besiedlung von Suriname durch Europäer betraten vermutlich auch die ersten afrikanischen Sklaven surinamischen Boden. Die ersten geflüchteten Sklaven stammten wahrscheinlich von Zuckerrohr-Plantagen am Suriname (Fluss), die rund um die ehemalige Hauptstadt Torarica angelegt worden waren. Um sich mit Waffen und anderen wichtigen Dingen zu versorgen, kam es immer wieder zu Überfällen auf die Plantagen. Wegen der Frauenknappheit unter den Marrons wurden hierbei auch gewöhnlich Sklavinnen entführt.
1690 kam es zu einem spektakulären Ereignis, als die Plantage des jüdischen Pflanzers Imanuel Machato am Cassewijne, einem Seitenarm des Surinameflusses überfallen wurde. Eine kleine Gruppe von Marrons war zurückgekehrt um die zurückgebliebenen Sklaven zu befreien. Sie töteten den Eigentümer und raubten seinen ganzen Besitz. Die Angreifer gehörten zu der Gruppe der Matjaw(u), einem der wichtigsten los der Saramaccaner.
Die Zahl der geflüchteten Sklaven nahm vor allem 1712 zu, als der französische Freibeuter Jacques Cassard bei seinem zweiten, diesmal erfolgreichen Versuch Suriname angegriffen hatte. Die Kolonisten hatten während des Angriffes, als sie von den Plantagen nach Paramaribo geeilt waren um das Land zu verteidigen, viele Sklaven in das Hinterland geschickt. Hierdurch sollte verhindert werden, dass die Sklaven bei einer Brandschatzung in französische Hände fallen konnten. Dies hatte jedoch zur Folge, dass viele die Freiheit im Busch der Sklaverei auf den Plantagen vorzogen und nicht mehr zurückkehrten.
Ab 1717 durfte jeder Kolonist auf eigene Rechnung Strafexpeditionen unternehmen und Jagd auf geflüchtete Sklaven machen. Die Prämien für lebend- oder tot (abgehackte Hand) zurückgebrachte Sklaven wurden in dieser Zeit durch das Gouvernement erhöht. Für das Entdecken eines Marron-Dorfes betrug z. B. die ausgelobte Prämie 600 Gulden.
Am 22. Juli 1721 wurde dann die Todesstrafe (öffentliche Hinrichtung) für geflohene Sklaven per Plakat öffentlich bekannt gemacht. Aber auch diese als Abschreckung gedachte Strafe hatte nicht den gewünschten Erfolg. Gleiches gilt für die in der ersten Hälfte des 18. Jahrhunderts vielfach unternommenen, kostspieligen militärischen Expeditionen gegen die Marronage.
1749 unternahm dann die Kolonialmacht unter Gouverneur Johan Jacob Mauricius den ersten ernsthaften Versuch um zu einem Friedensvertrag mit den Saramaccanern zu kommen. Unter dem aus dem Herzogtum Kleve stammenden Leutnant Carl Otto Creutz wurde eine militärische Expedition in das Buschland beordert, um nach dem Motto: „verhandeln mit der Waffe in der Hand“ – oder „teile und herrsche“, einen Friedensvertrag mit den Saramaccanern auszuhandeln. Nachdem 9 Dörfer der Saamaka vernichtet worden waren, einigte sich Creutz mit den Marrons auf einen Waffenstillstand. Bei den folgenden Verhandlungen mit dem Matjaw(u)-Anführer Dabita Ajako wurden Absprachen über einen Friedensvertragsentwurf getroffen der u. a. vorsah, die feindlichen Auseinandersetzungen zu beenden, die Anerkennung der Freiheit der Saramaccaner, das Ausliefern von geflüchteten Sklaven aus ihrem Wohngebiet, ihre Handelsbeziehungen mit dem Plantagengebiet und eine autonome Nachfolgeprozedur ihrer Stammesoberhäupter zu regeln. Der Friede scheiterte letztlich durch Sabotage, sowohl von Seiten der „Pflanzer-Aristokratie“, die in der Mehrzahl gegen einen Vertrag und für eine Vernichtung des „Gesindels“, als auch von Seiten der Saamaka, die unter den los uneins über die Absprachen waren und bei denen vor allem der lo-Anführer Samsam eine umstrittene Rolle spielte. Eine Abordnung von circa 20 Gouvernements-Sklaven unter Leitung der drei Militärs Knelke, Mensch und Picolet die 1750 zu den Saamaka entsandt war, um ersten Vereinbarungen nachzukommen, kam nie nach Paramaribo zurück und blieb verschollen. Ein weiterer Versuch zu einem Friedensvertrag zu kommen wurde 1755 unter Leitung von Kapitän Hentschel unternommen. Nachdem auch diese Expedition gescheitert war, kam es zur Wiederaufnahme des Streites.
Erst nachdem es am 10. Oktober 1760 zu einem Friedensvertrag mit den Ndyukas gekommen war, versuchte die Kolonialmacht erneut, auch mit den Marrons, die sich an den Oberläufen des Suriname und des Saramacca angesiedelt hatten, Verhandlungen zu einem Friedensvertrag aufzunehmen. Der Ndyuka-Anführer Kwaku kam dem Anliegen des Gouvernements nach, um die Saramaccaner von dem Wunsch nach Frieden in Kenntnis zu setzen. Im Februar 1762 kehrte der Gesandte von Kwaku, Wii (Willie), ein Saramaccaner, der aufgrund von Problemen in seinem Wohngebiet sich bei den Ndyukas aufhielt, mit etwa 40 Marrons, einschließlich 6 lo-Anführern bei den Ndyukas zurück. Eine Gouvernements-Delegation unter Leitung von Louis Nepveu verhandelte hier mit den Marrons und schloss einen vorläufigen Waffenstillstand. Bei den Marrons wurden die Verhandlungen überwiegend durch Abini von dem Matjaw(u)-lo geleitet. Hierbei versuchte Nepveu vergeblich Informationen über das Schicksal der seit 1750 vermissten Expeditionsteilnehmer zu erhalten. Schließlich wurde vereinbart, dass der endgültige Friedensvertrag am Sarakreek, einem Seitenlauf des Ober-Suriname abgeschlossen werden sollte. Einige Monate später reiste eine zweite Delegation, erneut unter Leitung von Nepveu, zur Mündung des Sarakreekes um hier den Frieden zu besiegeln. Am 19. September 1762 kam es auch mit den Saamaka auf traditionelle Art, durch einen Eid (sweri) zum Abschluss des Friedensvertrages.
Erster durch die Kolonialverwaltung anerkannter gaanman, Stammesoberhaupt der Saamaka wurde Abini vom Matjaw(u)-lo. Als äußeres Zeichen und Symbol ihrer Herrscherwürde und Anerkennung ihrer Unabhängigkeit von den Niederländern erhielten die gaanmans ein Zepter, einen Stab mit Silberknauf.
Der Vertrag mit der Kolonialmacht entsprach im Wesentlichen dem, der zwei Jahre vorher mit den Ndyukas abgeschlossen worden war. In einigen Punkten unterschied er sich allerdings, so wurde z. B.:
- die Stammesorganisation ausführlicher beschrieben,
- das Ausliefern von geflüchteten Sklaven nachdrücklicher geregelt. Nur die Kolonialverwaltung war befugt darüber zu urteilen, ob der Grund für die Flucht in der Misshandlung durch die Plantagenbesitzer lag,
- vereinbart, dass die Saamaka die Kolonialverwaltung bei einem eventuellen Sklavenaufstand und im Falle des Vertragsbruches durch die Ndyukas unterstützen musste,
- die Rechtsprechung der Saamaka, einschließlich der Vollziehung der Todesstrafe anerkannt; ausgenommen waren Probleme mit Weißen,
- festgelegt, dass sie keinen separaten Friedensvertrag mit den Ndyukas abschließen und diese auch nicht bei eventuellen Aktionen gegen die Kolonialverwaltung unterstützen durften,
- die Lieferung von Gütern an die Saamaka vereinbart, und dass sie im Tausch hierfür und um den Vertrag zu bekräftigen vier Geiseln, Kinder von Stammesoberhäuptern, der Kolonialmacht überlassen mussten. Dieser Artikel enthielt als Anlage auch eine Liste der zu liefernden Güter,
- die Übergabe der Güter auf dem Posten Victoria (unmittelbar stromaufwärts von Berg en Dal), dem südlichsten Militärposten am Suriname, der damaligen Grenze zwischen dem Plantagen- und Marron-Gebiet, vereinbart.

Auffallend ist, dass der Vertrag auch von drei Einheimischen unterschrieben wurde. Obwohl auch dieser Vertrag keine Regelung über den Aufenthalt eines Posthalters, als Vertreter der Kolonialmacht bei den Saamaka enthielt, erschien schon am 3. November 1762 der mit der Funktion beauftragte Fähnrich J. Dörig in der damaligen Residenz des gaanman Abini, in Senthea am gleichnamigen Seitenlauf des Gran Rio, einem Quellfluss des Suriname.
Der am 19. September 1762 mit den Saamaka geschlossene Vertrag galt auch für die Matawai und ihren gaanman Musinga, der den Vertrag ebenfalls unterschrieben hatte.
Als am 1. Juli 1863 die Sklaverei abgeschafft wurde, lebten die Saramaccaner und die übrigen Stämme bereits seit über hundert Jahren als freie Menschen in Suriname.
Der Stamm der Saramaccaner besteht aus insgesamt 12 los. Einige der los sind: Matjaw(u), Nasi, Abaisa, Awana und Dombi. Das Wohngebiet der Saamaka ist der Mittel- und Oberlauf des Surinameflusses. Ihre Sprache ist das Saramaccaans. Die Saamaka nennen den Surinamefluss Gaan (groß) Saamaka und den Saramaccafluss Pikin (klein) Saamaka.

### Belfon Aboikoni
Das Stammesoberhaupt – der gaanman – war seit der Installation und Vereidigung durch Präsident Ronald Venetiaan am 29. Oktober 2005 Belfon Aboikoni vom Matjaw(u)-lo. Die Residenz des gaanman befindet sich in Asidonhopo am Pikin Rio.
Am 12. März 2006 kam es zum ersten Mal in der Geschichte der Marron-Gemeinschaft zu einer Entführung eines gaanman. Der amtlich neu eingesetzte gaanman Belfon Aboikoni wurde aus seiner Residenz in Asindonhopo von Neffen verschleppt. Er wurde für Stunden im Dorf Dangogo, dem Wohnort von Jacob Oseni Amiena gefangengehalten, um die Regentschaft von Amiena anzuerkennen. Innerhalb des Matjaw(u)-lo besteht seit geraumer Zeit Streit über die Anerkennung des gaanman. Sowohl Belfon Aboikoni als auch Jacob Oseni Amiena hatten erste traditionelle Weihen von Stammesangehörigen empfangen.
Durch den Streit innerhalb des Stammes über die Besetzung des gaanman-Postens durch Belfon Aboikoni und die schweren Überschwemmungen, unter anderem im Saramacca-Gebiet am Oberlauf des Surinameflusses, konnten die rituellen Handlungen zu seiner Einsetzung als Stammesoberhaupt erst Anfang September 2006 ihren Abschluss finden. Hierbei handelte es sich um den Besuch von heiligen Plätzen, um dort für den Wohlstand und das Allgemeinwohl der Saramaccaner zu beten. Diese Plätze befinden sich unter anderem in den Dörfern Dan, Lafanti, Manlobi und Pata, dem Zentrum des Nasi-lo (Unterstamm der Saramaccaner). Bei dem Ritual trowe nyang (wörtlich übersetzt: Essen werfen) wird Nahrung an seine Vorgänger und die Ahnen geopfert, um hiermit den Segen für sich selbst und den Stamm zu erbitten. Erst durch die Abrundung dieser Rituale wurde Aboikoni als vollwertiges Mitglied im Kreis der Stammesoberhäupter anerkannt.
Gaanman Belfon Aboikoni starb am 24. Juni 2014 in Paramaribo.

### Streit um Nachfolge
Nach vierjährigem Streit innerhalb der Saamaka-Gemeinschaft über die Nachfolge von Belfon Aboikoni wurde am 12. August 2018 sein jüngerer Bruder Albert Aboikoni vom Matjaw-lo sowohl durch rituelle Handlungen als auch durch Präsident Bouterse im Präsidentenpalais zum neuen Stammesoberhaupt vereidigt.

## Umweltschutz-Preis
Am 20. April 2009 wurde der Goldman Environmental Prize 2009 an die Saamaka-Gemeinschaft und fünf andere Preisträger verliehen. Der Preis, der jährlich vergeben wird, ist als Stimulans für Umweltschützer, die an der Basis arbeiten, gedacht. Die Saamaka bekamen den Preis für ihren jahrelangen Streit um ihr Wohnrecht in ihrem traditionellen Stammesgebiet.
Als die Regierung 1997 an ausländische Unternehmen Konzessionen in ihrem Gebiet zum großangelegten Tropenholz-Einschlag vergeben wollte, begannen die Marrons ihren Kampf um die gesetzliche Anerkennung ihrer Boden- und Wohnrechte. Letztendlich entschied 2007 der Interamerikanische Gerichtshof für Menschenrechte zugunsten der Saramaccaner.
Der Preis wurde in San Francisco (Kalifornien) stellvertretend an die kaptens Wanze Eduards und Hugo Jabini überreicht. Mit diesem Umweltschutz-Preis ist insgesamt ein Geldbetrag von 150.000 US-Dollar verbunden.

## Umwelt‑ und Landrechtskonflikte
Seit 2020 haben malaysische Unternehmen innerhalb weniger Wochen Holzkonzessionen über insgesamt 75.500 Hektar im Saramacca‑Gebiet erworben, indem sie zusammengehörige Teilfirmen anmeldeten und so die gesetzliche Obergrenze von 50.000 Hektar pro Konzession umgingen. Die Firmen Palmera Timber Processing NV und Western Paragon NV gehören demselben malaysischen Eigentümer, was die Kritik an dieser Praxis verstärkte. Infolge des Straßenbaus zu den Abbaugebieten dringen nun täglich Schwerlastwagen in vormals nur per Einbaum zugängliche Wälder vor und vertreiben Wildtiere, auf die die Saamaka bei Jagd und Fischfang angewiesen sind. Nach Angaben von Global Forest Watch liegen bereits auf 447.000 Hektar, also etwa einem Drittel des Saamaka‑Gebiets, Holzeinschlagsrechte. Erschwerend kommt hinzu, dass mehr als drei Viertel der damit verbundenen Waldverluste erst nach dem Urteil des Interamerikanischen Gerichtshofs von 2007 entstanden.
Auch der Kleinbergbau bedroht das Gebiet: In chinesisch betriebenen Goldminen wird seit 2017 das chemische Extraktionsmittel „Jin Chan“ eingesetzt, dessen Auslaufen 2023 und 2024 Fischsterben sowie Trinkwasser‑Verunreinigungen verursachte. Die 2024 gegründete Nationale Umweltbehörde Surinames warnte jüngst vor großflächigem Jin‑Chan‑Einsatz sogar im Brokopondo‑Stausee, einer wichtigen Trinkwasser‑ und Energiequelle. Die Saamaka‑Gemeinden, vertreten durch die Vereinigung der Saamaka‑Gemeinden (VSG), fordern deshalb internationale Unterstützung und warnen vor möglichen gewaltsamen Auseinandersetzungen, falls die Regierung die Konzessionen nicht zurücknimmt.
Der Korruptionswahrnehmungsindex Surinames sank von Rang 44 (2019) auf Rang 40 (2024), was ehemalige Behördenleiter als Folge politischer Einflussnahme bei der Vergabe von Waldrechten deuten. Die Stiftung für Waldbewirtschaftung und ‑kontrolle (SBB) arbeitet derzeit daran, eine unabhängige Regulierungsbehörde zu werden, um künftige Interessenkonflikte zu minimieren.